# David Jayne Hill

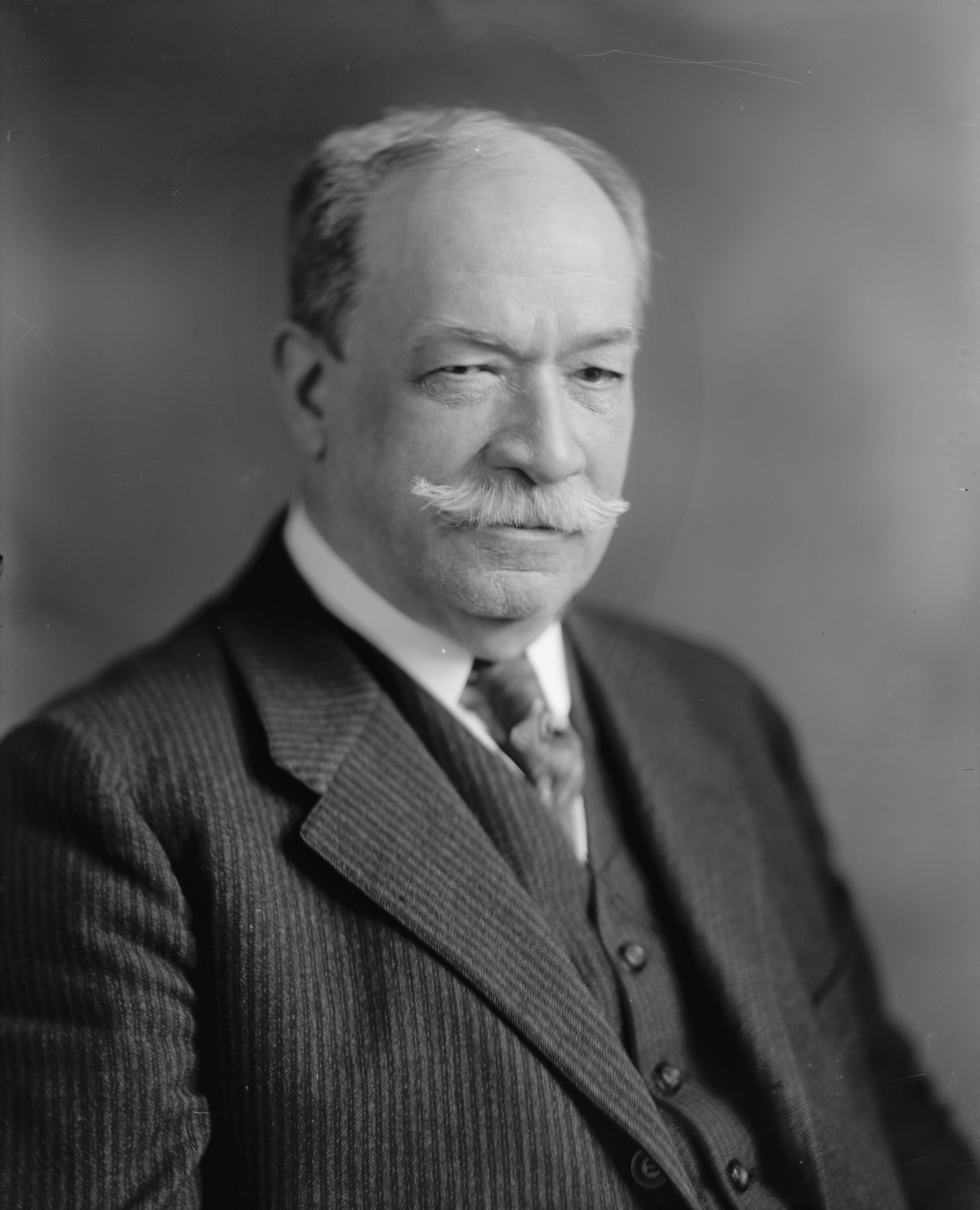
David Jayne Hill

David Jayne Hill (* 10. Juni 1850 in Plainfield; † 2. März 1932 in Washington, D. C.) war ein US-amerikanischer Hochschullehrer und Diplomat.

## Leben
David Jayne Hill, der Sohn von Baptistenprediger Daniel Trembley Hill und dessen Frau Lydia Ann Thompson, begann 1870 ein Studium an der University of Lewisburg. Aufgrund seiner schulischen Erfolge als Jahrgangsbester durfte er nach seinem Abschluss 1874 dem Lehrkörper der Universität beitreten; 1877 wurde er Professor für Rhetorik. 1878 erhielt er seinen Master. Er unterstützte die Reformer, mit deren Unterstützung er 1879 zum Hochschulpräsidenten aufstieg. In diesem Amt erneuerte er die Universitätsordnung, erlaubte Fraternities und Sororities und führte Wahlfächer ein. Zur Finanzierung assoziierte er die Universität mit dem Philanthropen William Bucknell, in dessen Ehren sie seit 1886 den Namen Bucknell University trägt. Er trat 1888 von seinem Amt zurück, um die Hochschulpräsidentschaft und den Lehrstuhl für Völkerrecht der University of Rochester zu übernehmen. Nach einem Jahr als Student in Europa trat er 1889 sein neues Amt an, musste jedoch wegen Konflikten mit dem baptistischen board of trustees 1896 zurücktreten. Er begab sich für zwei Jahre auf eine weitere Bildungsreise durch Europa.
Hill hatte sich als Experte für Außenpolitik etabliert; sein 1896 im Yale Law Review erschienenen Artikel International Justice über Abrüstungspolitik und Zwischenstaatlicher Schiedsgerichtsbarkeit erfuhr internationale Aufmerksamkeit. 1898 wurde er von Präsident William McKinley zum stellvertretenden Außenminister ernannt, weil Hill die Republikanische Partei und den Protektionismus unterstützte. Sein Vorgesetzter war Außenminister John Hay. Als dieser war er an der Haager Friedenskonferenz von 1899 und der Schlichtung des Konflikts um Samoa beteiligt. Seine Amtszeit endete im Januar 1903.
Nach seiner Zeit als stellvertretender Außenminister diente Hill als Diplomat: Von 1903 bis 1905 als Botschafter in der Schweiz, von 1905 bis 1908 gleichzeitig als Botschafter in den Niederlanden und Botschafter in Luxemburg und schließlich von 1908 bis 1911 als Botschafter im Deutschen Reich. Letztere Nominierung führte zu einem diplomatischen Affront, als Kaiser Wilhelm II. Hill zunächst wegen seines fehlenden Wohlstands abwies. In diesen Ämtern setzte er sich weiterhin für die Schiedsgerichtsbarkeit ein und beteiligte sich an der zweiten Haager Friedenskonferenz von 1907.
Auch nach seiner Karriere im diplomatischen Dienst kommentierte Hill als Experte die zeitgenössische Außenpolitik. So befürwortete er 1917 den Eintritt in den Ersten Weltkrieg, da er im Deutschen Reich die größte Bedrohung für die internationale Friedensordnung sah. Hingegen lehnte er den Internationalen Gerichtshof und den von Woodrow Wilson vorgeschlagenen Völkerbund ab. Er verstarb 1932 in Washington, D. C. Er war Großoffizier der Ehrenlegion.
1874 heiratete er Anna Liddell, mit der ein Kind hatte. Nach ihrem Tod 1880 heiratete er 1886 Juliet Lewis Parker, mit der er ebenfalls ein Kind hatte.